# Pedioplanis huntleyi
Pedioplanis huntleyi — вид ящірок родини ящіркових (Lacertidae). Ендемік Анголи.Вид названий на честь південноафриканського біолога Браяна Хантлі.

## Поширення і екологія
Pedioplanis huntleyi мешкають в провінціях Кунене і Намібе на південному заході Анголи, зокрема в Національному парку Іона. Вони живуть в кам'янистих місцевостях, порослих чагарниками і рідколіссями, а також в мопане. Зустрічаються на висоті від 600 до 1100 м над рівнем моря.